# Sinar m
Sinar m — фотографическая мультиплатформенная (среднеформатная и малоформатная) автофокусная система компании Sinar. Анонсирована в 2002 году на выставке Photokina.

## Предыстория возникновения
- 1879 год — основание Карлом Кохом фотостудии Sinar.
- 1947 год — создание и выпуск внуком основателя фирмы фотокамеры большого формата Sinar Norma, в основу которой положен принцип модульности.
- 1996 год — совместно с Leaf создана компактная цифровой среднеформатный фотоаппарат Sinar с Leaf DCB II.
- 2000 год — создаёт широкоформатный цифровой фотоаппарат Sinar Macroscan.
- 2002 год — создана система Sinar m, позволяющая использовать компоненты от средне- либо от большеформатой систем, приобретая их достоинства.

## Описание
Особенностью данной системы является гибкость в адаптации как к студийной, так и к выездной съёмки. Это обеспечивается изменения схемы формирования системы, которая, создаётся не навешиванием к корпусу камеры функциональных частей, а формированием её из равнозначных моделей, отвечающих за разные функции фотоаппарата. Это позволило, в первую очередь, использовать модули разных систем: зеркальной (для выездной съёмки) и большеформатной (для студийной съёмки), ранее не совмещавшихся в цифровых фотоаппаратах. В первом случае получается автофокусный зеркальный фотоаппарат для выездной съёмки, дающий фотографу фотографировать различные сцены достаточно оперативно, во втором — карданная камера, дающая полный контроль над формированием снимка.

## Возможности трансформации
Мультиплатформенность достигается тем, что корпус камеры может быть оснащён как фирменным модулем Mirror Module Sinaron Digital AF, предназначенным для установки фирменных среднеформатных цифровых задников, так и модуля Nikon Mirror Module, предназначенного для «оцифровки» плёночных фотоаппаратов малого формата. С другой стороны к корпусу камеры может быть представлен либо модуль Sinaron Digital AF Mirror Module (с зеркалом и пентапризменным видоискателем), делая фотоаппарат зеркальным, что обеспечивает необходимую жёсткость и оперативность работы для таких видов выездной съёмки, как свадебная съёмка, съёмка пейзажа и другие, либо карданная система Sinar p3 (с раздвижными мехами), что позволяет подвижками объектива осуществлять точную регулировку перспективы в фотостудии.

## Возможная комплектация
Производитель рекомендует использовать объективы Sinaron Digital AF производства Carl Zeiss и заявляет о поддержке Hasselblad серии V для среднего формата и объективы Nikon для узкого формата.